# Saudi-arabischer Fußball-Supercup
Der Saudi-Arabische Fußball-Supercup ist ein saudi-arabischer Fußballwettbewerb, in dem zu Beginn einer Saison der saudi-arabische Meister und der saudi-arabische Pokalsieger der abgelaufenen Saison in einem einzigen Spiel aufeinandertreffen.

## Die Endspiele im Überblick

### 2013–2021: Zwei Mannschaften
| Jahr | Austragungsort                              | Meister     | Ergebnis            | Pokalsieger   |
| ---- | ------------------------------------------- | ----------- | ------------------- | ------------- |
| 2013 | König-Abdul-Aziz-Stadion, Mekka             | al-Fateh    | 3:2 n. V.           | Ittihad FC    |
| 2014 | König-Fahd-Stadion, Riad                    | al-Nassr FC | 1:1 n. V. 3:4 i. E. | al-Shabab     |
| 2015 | Loftus Road, London                         | al-Nassr FC | 0:1                 | al-Hilal      |
| 2016 | Craven Cottage, London                      | al-Ahli     | 1:1 n. V. 4:3 i. E. | al-Hilal 1    |
| 2017 | Hazza Bin Zayed Stadium, al-Ain             | al-Hilal    | nicht ausgetragen   | Ittihad FC    |
| 2018 | Loftus Road, London                         | al-Hilal    | 2:1                 | Ittihad FC    |
| 2019 | King Abdullah Sports City Stadium, Dschidda | al-Nassr FC | 1:1 5:4 i. E.       | Al-Taawoun    |
| 2020 | König-Fahd-Stadion, Riad                    | al-Hilal    | 0:3                 | al-Nassr FC 2 |
| 2021 | Prince Faisal bin Fahd Stadium, Riad        | al-Hilal    | 2:2 n. V. 4:3 i. E. | al-Faisaly    |

### Seit 2022: Vier Mannschaften
Mit der Ausgabe 2022 wurde das Format auf vier Teilnehmer erweitert. Teilnahmeberechtigt sind der Meister und Vizemeister der Saudi Professional League sowie der Pokalsieger und Finalist des King Cups. Falls erforderlich, rückt der Dritt- bzw. Viertplatzierte der Liga nach.
| Jahr | Austragungsort                                       | Finalist 1                            | Ergebnis | Finalist 2                            |
| ---- | ---------------------------------------------------- | ------------------------------------- | -------- | ------------------------------------- |
| 2022 | König-Fahd-Stadion, Riad                             | al-Fayha FC P (Hf.: 1:0 al-Hilal)     | 0:2      | al-Ittihad V (Hf.: 3:1 al-Nassr FC)   |
| 2023 | al-Jazira-Mohammed-Bin-Zayed-Stadion, Abu Dhabi      | al-Ittihad M (Hf.: 2:1 al-Wahda)      | 1:4      | al-Hilal P (Hf.: 2:1 al-Nassr FC)     |
| 2024 | Prince Hathloul bin Abdulaziz Sports City, Nadschran | al-Hilal M P (Hf.: 4:1 n. E. al-Ahli) | 4:1      | al-Nassr FC V F (Hf.: 2:0 al-Taawoun) |

## Rangliste der Sieger
| Rang | Verein        | Titel | Jahr(e)                      | 2. Platz | HF |
| ---- | ------------- | ----- | ---------------------------- | -------- | -- |
| 1    | al-Hilal      | 5     | 2015, 2018, 2021, 2023, 2024 | 2        | 1  |
| 2    | al-Nassr FC   | 2     | 2019, 2020                   | 3        | 2  |
| 4    | al-Ittihad    | 1     | 2022                         | 3        |    |
| 4    | al-Ahli       | 1     | 2016                         |          | 1  |
| 4    | al-Shabab     | 1     | 2014                         |          |    |
| 4    | al-Fateh      | 1     | 2013                         |          |    |
| 5    | al-Taawoun    | /     |                              | 1        | 1  |
| 5    | al-Fayha FC   | /     |                              | 1        |    |
| 5    | al-Faisaly FC | /     |                              | 1        |    |
| 5    | al-Wahda      | /     |                              |          | 1  |